# Championnat de France masculin de water-polo 2014-2015
Cet article traite de l'épreuve masculine. Pour la compétition féminine, voir Championnat de France féminin de water-polo 2014-2015.
Navigation
Édition précédente Édition suivante
Le Championnat de France de water-polo Pro A est une compétition organisée par la Ligue promotionnelle de water-polo (LPWP).
Dix équipes s'opposent en une série de dix-huit rencontres pour le compte de la phase régulière de fin octobre 2014 à début mai 2015. En mai 2015, les quatre meilleures se rencontrent ensuite en phase finale pour le titre de champion et l’attribution des places qualificatives aux coupes d’Europe.
En début de saison, Taverny 95, le CN Senlis et Reims Natation 89 quittent la Pro A et sont remplacés par le promu, NC Saint-Jean d'Angély, vice-champion de Nationale 1 la saison précédente.
À la mi-saison, les huit équipes les mieux classées sont qualifiées pour la Coupe de la Ligue qui se dispute à la Piscine de la Kibitzenau de Strasbourg du 6 au 8 mars 2015.

## Les 10 clubs participants
| \| Aix Douai Marseille Montpellier Noisy-le-sec Saint-Jean d'Angély Sète Strasbourg Lille Nice \| Localisation des clubs engagés dans le championnat. |
| Aix Douai Marseille Montpellier Noisy-le-sec Saint-Jean d'Angély Sète Strasbourg Lille Nice                                                           |

| Club                   | Classement 2013-2014 (après finales) | Entraîneurs (au 24 juin 2012, sinon voir référence) | Piscine                          | Capacité (spectateurs) |
| ---------------------- | ------------------------------------ | --------------------------------------------------- | -------------------------------- | ---------------------- |
| Pays d’Aix Natation    | 7                                    | Alexandre Donsimoni                                 | Piscine Yves Blanc               |                        |
| FNC Douai              | 6                                    | Thomas Bourdet                                      | Piscine de l'Orient (Tournai)    |                        |
| CN Marseille           | 2                                    | Olivier Chandieu                                    | Piscine Pierre-Garsau            |                        |
| Montpellier Water-Polo | 1                                    | Fabien Vasseur                                      | Piscine olympique d'Antigone     | 2000                   |
| Olympic Nice Natation  | 4                                    | Samuel Nardon                                       | Piscine Jean-Bouin               |                        |
| CN Noisy-le-Sec        | 8                                    | Pavol Neuhaus                                       | Piscine Édouard-Herriot          |                        |
| NC Saint-Jean d'Angély | 2 (Nationale 1)                      | Ruben Rodriguez                                     | Piscine Yves Carlier             |                        |
| Dauphins FC Sète       | 3                                    | Yannick Bonniou                                     | Centre balnéaire Raoul-Fonquerne |                        |
| Team Strasbourg        | 5                                    | Sébastien Bérenguel                                 | Piscine de la Kibitzenau         |                        |
| EN Lille Métropole     | 9                                    | Ladislau Balavov                                    | Pisine Marx Dormoy               |                        |

## Classement Pro A 2014-2015
Le classement est calculé avec le barème de points suivant : une victoire vaut trois points, le match nul un. La défaite ne rapporte aucun point. Au terme de la phase régulière, les équipes à égalité sont départagées d'après le score cumulé de leurs deux matches. Si nécessaire, les scores cumulés puis le nombre de buts inscrits face à chacune des autres équipes, selon leur classement, seront utilisés, voire une séance de tirs au but dans les cas ultimes.
| Rang | Équipe                   | Pts | J  | G  | N | P  | Bp  | Bc  | Diff |
| ---- | ------------------------ | --- | -- | -- | - | -- | --- | --- | ---- |
| 1    | CN Marseille VC,CL       | 50  | 18 | 16 | 2 | 0  | 281 | 149 | +132 |
| 2    | Montpellier WP           | 43  | 18 | 14 | 1 | 3  | 227 | 142 | +85  |
| 3    | Olympic Nice Natation    | 40  | 18 | 13 | 1 | 4  | 225 | 153 | +72  |
| 4    | Team Strasbourg          | 36  | 18 | 11 | 3 | 4  | 194 | 152 | +42  |
| 5    | Pays d'Aix Natation      | 23  | 18 | 7  | 2 | 9  | 190 | 213 | -23  |
| 6    | FNC Douai                | 17  | 18 | 5  | 2 | 11 | 161 | 204 | -43  |
| 7    | EN Lille Métropole       | 17  | 18 | 5  | 2 | 11 | 191 | 224 | -33  |
| 8    | DFC Sète                 | 15  | 18 | 4  | 3 | 11 | 138 | 185 | -47  |
| 9    | CN Noisy-le-Sec          | 10  | 18 | 2  | 4 | 12 | 124 | 217 | -93  |
| 10   | NC Saint-Jean d'Angély P | 8   | 18 | 2  | 2 | 14 | 155 | 247 | -92  |

P : promu de National 1 en 2014 ;  : tenant du titre 2014 ; VC : Vice-champion 2014 ; CL : Vainqueur de la Coupe de la Ligue 2015 .
Légende
- Place de qualification pour les play-offs.
- Place de relégué en National 1.

## Play-offs 2014-2015
Les demi-finales et les finales se jouent en deux manches. Le match aller se joue chez de l’équipe la moins bien classée lors de la saison régulière, le match retour chez l’équipe la mieux classée.
|  | Demi-finales              | Demi-finales       | Demi-finales |                   |    | Finale                    | Finale | Finale |  |
|  |                           |                    |              |                   |    |                           |        |        |  |
|  | 6 et 9 mai 2015           |                    |              |                   |    |                           |        |        |  |
|  |                           |                    |              |                   |    |                           |        |        |  |
|  | [1] CN Marseille          | 7                  | 17*          |                   |    |                           |        |        |  |
|  | [1] CN Marseille          | 7                  | 17*          | 13 et 16 mai 2015 |    |                           |        |        |  |
|  | [4]Team Strasbourg        | 8*                 | 4            |                   |    |                           |        |        |  |
|  | [4]Team Strasbourg        | 8*                 | 4            | [1] CN Marseille  | 14 | 16*                       |        |        |  |
|  |                           |                    |              |                   | 14 | 16*                       |        |        |  |
|  |                           | [2] Montpellier WP | 10*          | 11                |    |                           |        |        |  |
|  | [2] Montpellier WP        | [2] Montpellier WP | 10*          | 11                | 11 | 6*                        |        |        |  |
|  | [2] Montpellier WP        |                    |              |                   | 11 | 6*                        |        |        |  |
|  | [3] Olympic Nice Natation | 9*                 | 4            |                   |    |                           |        |        |  |
|  | [3] Olympic Nice Natation | 9*                 | 4            |                   |    |                           |        |        |  |
|  |                           |                    |              |                   |    | 3e Place                  |        |        |  |
|  |                           |                    |              |                   |    |                           |        |        |  |
|  |                           |                    |              |                   |    | [3] Olympic Nice Natation | 9      | 7*     |  |
|  |                           |                    |              |                   |    | [4]Team Strasbourg        | 7*     | 6      |  |

- * : Équipe qui reçoit

Le CN Marseille est champion de France après avoir battu en finale le Montpellier WP, tenant du titre. L'Olympic Nice Natation prend la 3e place du championnat de France Pro A aux dépens de la Team Strasbourg.

## Classements des buteurs
| Rang | Buteur                          | Club                   | Buts |
| ---- | ------------------------------- | ---------------------- | ---- |
| 1    | Oscar CARRILLO                  | Pays d'Aix Natation    | 70   |
| 2    | Robin LINDHOUT                  | EN Lille Métropole     | 65   |
| 3    | Marko BRATIC                    | Team Strasbourg        | 60   |
| 4    | David BABIC                     | Olympic Nice Natation  | 58   |
| -    | Alexandre CAMARASA              | CN Marseille           | 58   |
| 6    | Gerard REIXACH BOIX             | NC Saint-Jean d'Angély | 57   |
| 7    | Ugo CROUSILLAT                  | CN Marseille           | 56   |
| 8    | Nikola SUTIC                    | Team Strasbourg        | 47   |
| 9    | Mathieu PEISSON                 | Montpellier WP         | 46   |
| -    | Thibaut SIMON                   | CN Marseille           | 46   |
| 11   | Romain BLARY                    | Team Strasbourg        | 38   |
| 12   | Pierre-Frédéric VANPEPERSTRAETE | FNC Douai              | 35   |

| Source : Classement officiel des buteurs |

## Distinctions

### Meilleurs joueurs
| Rang | Nom                | Équipe                | Points |
| ---- | ------------------ | --------------------- | ------ |
| 1    | Oscar Carillo      | Pays d'Aix Natation   | 23     |
| 2    | David Babic        | Olympic Nice Natation | 19     |
| 3    | Alexandre Camarasa | CN Marseille          | 18     |
| 4    | Enzo Khasz         | CN Marseille          | 17     |
| 5    | Romain Blary       | Team Strasbourg       | 17     |

### Meilleurs espoirs
Nés en 1995 et après.
| Rang | Nom               | Équipe          | Points |
| ---- | ----------------- | --------------- | ------ |
| 1    | Charles Canonne   | FNC Douai       | 54     |
| 2    | Guillaume Dino    | CN Marseille    | 37     |
| 3    | Cédric Rocchietta | Montpellier WP  | 24     |
| 4    | Mathias Olivon    | CN Marseille    | 13     |
| 5    | Hugo Rinaldi      | Team Strasbourg | 6      |

### Meilleurs entraîneurs
| Rang | Nom                 | Équipe                | Points |
| ---- | ------------------- | --------------------- | ------ |
| 1    | Olivier Chandieu    | CN Marseille          | 43     |
| 2    | Sébastien Bérenguel | Team Strasbourg       | 30     |
| 3    | Thomas Bourdet      | FNC Douai             | 25     |
| 4    | Samuel Nardon       | Olympic Nice Natation | 18     |
| 5    | Alexandre Donsimoni | Pays d'Aix Natation   | 17     |